# Mégane Vallet
Mégane Vallet, née à Metz le 2 février 1989, est une handballeuse française.

## Palmarès

### En club
compétitions nationales
- championne de France en 2006 et 2007 (avec HB Metz métropole)
- vainqueur de la coupe de la Ligue en 2006 et 2007 (avec HB Metz métropole)

### En sélection
autres
- 4e au championnat du monde jeunes en 2006[1],[2]